# Хефте Бетанкор
Хефте Бетанкор (ісп. Jefté Betancor Sánchez; нар. 6 липня 1993, Лас-Пальмас-де-Гран-Канарія, Іспанія) — іспанський футболіст, нападник грецького клубу «Пансерраїкос».

## Клубна кар'єра

### Іспанія
Народився в Лас-Пальмасі, Канарські острови. У юнацькому віці виступав за «Весіндаріо», на правах оренди до юніорської команди «Реал Мадрид» у квітні 2011 року. У сезоні 2011–12 років директор футбольного клубу «Еркулес» Серхіо Фернандес вирішив підписати гравця до молодіжної системи клубу, Хефте одразу почав грати за резервну команду в регіональній лізі.
27 серпня 2011 року, Хефте дебютував на професійному рівні у матчі другого дивізіону проти «Картахени». Надалі Бетанкор виступав за нижчолігові команди, зокрема «Тенерифе Б», «Ельденсе» та «Лас-Пальмас Атлетіко».

### Австрія
На початку 2018 року, іспанець переїхав до Австрії, де уклав контракт з маловідомим клубом «Штадль-Паура». Наступного року приєднався до клубу «Маттерсбург», 11 серпня дебютував у Бундеслізі в програному матчі 4–2 проти команди «Гартберг». 22 січня 2019 року Хефте на правах оренди перейшов до кінця сезону до клубу «Форвертс» (Штайр).
26 червня 2019 року, Бетанкор приєднався до клубу «Рід». У складі якого він став переможцем другої ліги.

### Румунія
У вересні 2020 року, Бетанкор уклав контракт з румунським клубом «Волунтарі». Наступного літа перешов до команди «Фарул». У грудні 2021 року газета Gazeta Sporturilor присудила йому нагороду «Найкращий іноземний гравець року», іспанець став автором 19 голів у сезоні.
18 червня 2022 року, іспанець перейшов до клубу ЧФР (Клуж-Напока). У наступне трансферне вікно на правах оренид перейшов до кіпрської команди «Пафос».

### Греція
У січні 2024 року Бетанкор приєднався до команди грецької Суперліги «Пансерраїкос». У вересні того ж року нападник видав серію із восьми поспіль матчів у яких він відзначався забитим голом та допоміг команді покинути зону вильоту.
14 січня 2025 року, Хефте уклав контракт із грандом грецького футболу «Олімпіакос» (Пірей) та одразу на правах оренди повернувся до складу клубу «Пансерраїкос».

## Титули і досягнення
Рід
- Друга ліга Австрії: 2019–20[12]

ЧФР
- Суперкубок Румунії фіналіст: 2022[22]

- Найкращий бомбардир Грецької Суперліги (1):

«Пансерраїкос»: 2025